# Vortioksetin
Vortioksetin (Lu AA21004) je eksperimentalni lek, koji je u razvoju za tretman kliničke depresije i generalizovanog anksioznog poremećaja..